# Fanny Tacchinardi
Fanny Tacchinardi coniugata Persiani (Roma, 4 ottobre 1812 – Parigi, 3 maggio 1867) è stata un soprano italiano, interprete del belcanto e in particolare delle opere di Rossini, Donizetti, Bellini e del primo Verdi.

## Biografia
Nata Francesca Felicita Maria Tacchinardi, era figlia del violoncellista e tenore Nicola Tacchinardi, dal quale ricevette la prima educazione musicale, e della sua prima moglie, Maria Angiola Tacchinardi, una sua parente. Era la terza dei quattro figli nati dal primo matrimonio del padre: due fratelli maggiori, Carolina e Ulisse ed una sorella minore, Enrichetta "Elisa". Era sorellastra del compositore Guido Tacchinardi (nato dal terzo matrimonio del padre). Fece il suo debutto a Livorno, nella Francesca da Rimini di Fournier nel 1832. Quindi cantò a Venezia, Firenze, Milano, Napoli, in opere come Tancredi, La gazza ladra, Il pirata, L'elisir d'amore. 
Notata dal compositore Donizetti, fu la prima interprete dei ruoli da protagonista in Rosmonda d'Inghilterra (Firenze, 1834), Lucia di Lammermoor (Napoli, 1835) e Pia de' Tolomei (Venezia, 1837). 
Debuttò al Théâtre Italien di Parigi nel 1837 nel ruolo di Amina ne La sonnambula, e vi fece ritornò nel 1842 per la prima di Linda di Chamounix. Cantò inoltre a Vienna, Londra e San Pietroburgo; altri ruoli da protagonista da lei interpretati furono Eleonora nel Torquato Tasso e Lucrezia nella Lucrezia Borgia di Donizetti, Elvira in Ernani e Lucrezia ne I due Foscari di Verdi.
Nel 1829 aveva sposato il compositore Giuseppe Persiani, aggiungendo al suo il cognome del marito. Nell'inverno del 1836, al teatro del Fondo di Napoli debuttò il ruolo di Selene nel melodramma in tre atti, composto dal marito, "Eufemio da Messina" cantando con il tenore Napoleone Moriani e con il baritono Giorgio Ronconi: un cast che oggi lo si direbbe "stellare". Si ritirò dalle scene nel 1859, stabilendosi a Parigi dove si mise ad insegnare canto assieme a lui.
La sua voce di Soprano drammatico d'agilità era descritta come dolce e leggera, ma potente e con un registro acuto molto brillante e una considerevole agilità. Pare fosse capace di cantare la stessa aria diverse volte sempre con una cadenza diversa.

## Ruoli creati
- Rosmonda in Rosmonda d'Inghilterra di Donizetti (27 febbraio 1834, Firenze)
- Lucia Ashton in Lucia di Lammermoor di Donizetti (26 settembre 1835, Napoli)
- Selene in Eufemio da Messina , di Giuseppe Persiani (inverno 1836, Napoli, Teatro del Fondo)
- Il ruolo del titolo in Pia de' Tolomei (18 febbraio 1837, Venezia)